# Янь Фу
Янь Фу (кит. трад. 嚴復, упр. 严复, пиньинь Yán Fù, 1854—1921) — китайский философ, общественный деятель и переводчик. Идеолог реформаторского движения в имперском Китае, первым ознакомил соотечественников с достижениями западных общественных наук; перевёл на китайский язык произведения Шарля Монтескьё, Адама Смита, Джона Стюарта Милля, Томаса Гексли. Получил образование в Англии, в 1909 году одним из последних получил высшую конфуцианскую учёную степень цзиньши. Автор слов государственного гимна Цинской империи, утверждённого за 6 дней до начала Синьхайской революции.

## Становление
Янь Фу родился 8 января 1854 года в селе Янцисян уезда Хоугуань провинции Фуцзянь. Его семейство происходило из Хэнани, переселившись в Фуцзянь ещё во времена империи Тан. Отец — Янь Чжэнсянь — был потомственным сельским врачом. В 12-летнем возрасте Янь Фу отдали в обучение Хуан Шаояню, который одинаковое внимание уделял и ханьскому учению, и сунскому неоконфуцианству; обучение продлилось всего два года, но ученик оказывал знаки внимания учителю до конца жизни. Хотя в 14 лет Янь Фу пришлось прервать классическое образование (в общей сложности оно продлилось 7 лет), но, обладая отличными способностями и памятью, он многое усвоил из арсенала древнекитайской культуры и в зрелые годы всегда выказывал к ней уважение, особенно к поэзии и каллиграфии. После скоропостижной смерти отца в 1866 году семья — вдова и трое детей — оказались в крайне стеснённом материальном положении; мать еле сводила концы с концами, занимаясь рукоделием. По воле матери в 1868 году 14-летний Янь женился на девице Ван, которая родила ему сына Янь Цю. Она скончалась в 1892 году.
Необходимость зарабатывать на жизнь и содержать семью вынудила Янь Фу отправиться в Фучжоу, где благодаря помощи друга семьи и односельчанина Шэнь Баочжэня он получил место ученика на Фучжоуской судоверфи на казённом обеспечении; обучение там осуществляли иностранные инструкторы. При этом вступительные испытания включали написание сочинения на тему сыновней почтительности; получив первое место, Янь Фу мог выбирать между судостроительным училищем, в котором преподавание велось на французском языке, и навигационной школой, где преподавали на английском. Он выбрал последнюю специальность. В навигационном училище он изучал английский язык, арифметику, геометрию, алгебру, аналитическую геометрию, тригонометрию, физику, механику, химию, астрономию и геологию. Таким образом, он получил основательные для того времени познания в области естественнонаучных и технических дисциплин.

### Служба в военно-морском флоте. Поездка в Европу
С отличием окончив училище в 1871 году, Янь Фу был направлен на практику на корабль императорского ВМФ «Цзяньвэй», совершив плавания до Сингапура и Пинанга на юге, а затем до Ляодуна и Бохайского залива на севере. В 1872 году на судне «Янъу» он совершил плавание в Жёлтое море и впервые посетил Японию. Во время практики он заслужил уважение английского командира Трейси, который рекомендовал Янь Фу для продолжения образования за границей. В 1874 году он участвовал на корабле «Янъу» в описании якорных стоянок восточного побережья Тайваня во время очередного китайско-японского политического кризиса. В 1877 году для продолжения образования он был направлен в Великобританию.
Два с небольшим года Янь Фу провёл в Европе: сначала в Портсмуте, затем в Гринвичском военно-морском институте, где изучал высшую математику, химию, физику, военно-морскую тактику и другие дисциплины; он совершил также кратковременную поездку во Францию. Пребывание в Европе сильно повлияло на его интеллектуальное развитие, сформировало основные черты мировоззрения. Он попытался понять Запад, найти причины успехов и процветания западных государств. В Лондоне он познакомился с первым китайским послом в Англии — Го Сунтао (1818—1891), сторонником модернизации Китая, который первым из китайских мыслителей признал, что европейские страны обладают не менее длительной, чем у Китая, историей и высокой культурой. Китайские исследователи делали акцент на идейной преемственности между Го Сунтао и Янь Фу: последний подчёркивал значение социальной организации и культуры европейских государств как решающего фактора их превосходства над Китаем.

### Возвращение в Китай. Попытка реализации карьеры чиновника
Вернувшись на родину в 1879 году, Янь Фу начал преподавать в Фучжоуском навигационном училище. Несмотря на отсутствие влиятельных покровителей, карьера его развивалась быстро: через год Ли Хунчжан пригласил его преподавать в открывавшееся в Тяньцзине Бэйянское военно-морское училище. Фактически он работал деканом, хотя официально эту должность занял только в 1890 году. Служебная карьера не приносила Янь Фу удовлетворения — яснее многих понимая глубину кризиса, в котором оказалась Цинская империя, он тщетно искал применения как своим способностям, так и подготовке, которая не укладывалась в рамки служебных обязанностей. Янь Фу остро переживал также неадекватность программы «самоусиления», предложенной Ли Хунчжаном, и невозможность осуществления модернизации в условиях маньчжурской власти.
Как патриота Янь Фу глубоко потряс захват Японией в 1879 году островов Рюкю, которые формально считались владением Китая. Он откровенно заявлял окружающим:

Не пройдёт и 30 лет, как все наши владения будут проглочены без остатка, а нас поведут за кольцо в носу, как старого буйвола…
 Подобные высказывания вызывали настороженность у его начальства. В результате депрессии Янь Фу стал употреблять опиум, что стало его болезнью до конца жизни.
Потеряв надежду войти в окружение Ли Хунчжана и активно участвовать в государственных делах, Янь Фу попытался получить традиционную конфуцианскую учёную степень, не без основания полагая, что она придаст ему авторитет. Военная служба тяготила его и не сулила перспективы. В 1885 году он предпринял первую попытку сдать государственный экзамен, которая оказалась неудачной, как и три последующие попытки получить искомую степень. Как писал американский синолог Б. Шварц: «Едва ли это может расцениваться как отражение недостаточной интеллектуальной одарённости Янь Фу или даже как свидетельство небрежности его китайских штудий. Она может просто говорить о неспособности Янь Фу полностью принять фантастически формалистичные правила и условности тогдашней системы. Несомненно, пережитые в эти годы унижения добавили горечи в его необыкновенно ожесточённые атаки на систему, предпринятые Янь Фу после 1895 года».
Ещё в 1880—1881 годы Янь Фу прочитал «Основания социологии» Г. Спенсера. Книга произвела на него огромное впечатление. В предисловии к своему переводу он писал, что увидел в ней близость конфуцианским канонам Дасюэ и Чжунъюн. Убеждение в принципиальном сходстве и изоморфизме архитектоники системы Спенсера и этико-социальной схемы конфуцианства стало одной из руководящих идей всей философии Янь Фу. В 1892 году Янь Фу познакомился с образованным шотландцем А. Мики, чью книгу Missionaries in China перевёл на китайский язык; поскольку тогда по всему Китаю прокатилась волна недовольства западными миссионерами, он рассчитывал предоставить коллегам-интеллектуалам новые аргументы против миссионерской проповеди.
Перелом в судьбе Янь Фу наступил в 1895 году, когда после поражения Китая в японо-китайской войне подтвердились его худшие опасения о боеспособности Китая. В тяньцзиньской газете «Чжибао» он выпустил последовательно четыре статьи, в том числе «Обращение к источникам могущества», «Опровержение Хань Юя», немедленно принёсшие ему славу политического публициста.

## Янь Фу и движение за реформы
Политическая позиция Янь Фу мало отличалась от идеологии лидера реформаторов — Кан Ювэя: сохраняя маньчжурскую монархию, он ратовал за комплекс реформ, которые должны были превратить Китай в сильную индустриальную державу с конституционным строем. Однако Янь Фу впервые в Китае решительно порвал с конфуцианской традицией и напрямую обратился к Западу как источнику идейных инноваций.

### Политическая публицистика
В первой из своих статей — «О стремительности перемен в мире» (кит. 論世變之亟, 1895) — он обрисовал собственные социально-политические воззрения. Он настаивал на строгом объективном детерминизме исторического процесса и полагал роль личности в истории подчинённой и второстепенной. Детерминизм необходим для доказательства необратимости и объективной необходимости грандиозных перемен, которые переживал тогда Китай. Одновременно он анализировал причины катастрофического положения китайской цивилизации, сравнивая Китай и западные страны. Он отверг только лишь техническое превосходство западных держав:

Сейчас о людях Запада говорят: «Они искусны в хозяйствовании и всё». Ещё говорят: «Они умело владеют орудиями и всё». Не знают, что то, что мы сейчас видим и о чём слышим, вроде паровых механизмов и военного снаряжения, — всё это грубое проявление конкретных вещей; даже глубинная суть астрономии, математики и естественных наук тоже является [лишь] видимой стороной их способности делать дела, а не местонахождением [их] жизненных артерий.
Таким образом, решающее расхождение между Китаем и Западом — сфера идей и духовных ценностей. Идеалами Запада являются активность и экспансия, стремление к прогрессу, а Китая — постоянная забота о сохранении стабильности, старания любой ценой избежать конфликтов. Это привело к умственной и физической деградации китайского общества.
Самой большой по объёму из статей Янь Фу стало «Обращение к источникам могущества» (кит. 原強, 1895, в русском переводе — «Источники силы»). В ней содержится изложение пригодных, по его мнению, для китайских условий социологических концепций, а также собственная программа спасения страны. В первую очередь он популяризировал социологические теории Г. Спенсера, полагая, что социология — интегральная наука, объединяющая в первую очередь достижения естественнонаучных дисциплин:

Человеческое общество по своим функциям не отличается от живого организма. …Подобно тому как в организме [человека] тело и дух взаимодействуют, так и в обществе сила людей и их моральные качества друг другу дополняют. Индивидуум ценит свободу, государство — суверенитет. Таковы черты сходства между живым организмом и обществом. Причина здесь одна: и то, и другое суть порождения органического мира.
 На общество-нацию распространяются дарвиновские законы взаимодействия биологических организмов — борьба за существование и естественный отбор.
С точки зрения борьбы за существование шансы на выживание современного Янь Фу Китая крайне невелики. Единственно приемлемым выходом из кризиса и одновременно способом превращения Китая в развитое государство является «развитие физических сил народа, просвещение ума и обновление морали». Для развития физических сил народа в первую очередь надо запретить курение опиума и бинтование ног у женщин. В целях умственного развития следует отменить изжившую себя систему государственных экзаменов и начать немедленное внедрение в школьную программу западных естественных и технических наук. Самой сложной из всех задач является обновление морали. Проблемой являются преодоление духа разобщённости и своекорыстия и пробуждение патриотизма. Для её разрешения цинский двор должен был немедленно декларировать отказ от старины, созвать в Пекине парламент и сделать должности правителей уездов и областей выборными.
В статьях «О путях спасения от гибели» (кит. 救亡決論) и «Опровержение Хань Юя» (кит. 辟韓) конкретизировались некоторые положения предыдущих статей. В первой из статей он подверг критике систему государственных экзаменов и — шире — всю традиционную китайскую науку. Критика, несомненно, отражала собственный негативный опыт от столкновения с системой: он заявил, что экзаменационная система деформирует интеллект учащихся и извращает мораль. Далее он перешёл к обобщениям, находя неудовлетворительным сам китайский способ философствования, ибо китайская наука, по его мнению, является бесполезной, не способной обогатить и усилить Китай. В памфлете «Опровержение Хань Юя» Янь Фу посягнул на традиционную монархическую систему. Он заявил, что правители Китая крайне неудовлетворительно исполняли те функции, которые возлагались на них обществом. Всех китайских императоров, начиная с Цинь Шихуана, он квалифицировал как «разбойников» и «расхитителей государства».
Тем не менее, радикализм Янь Фу имел свои пределы: он признавал необходимость правителей на определённом этапе китайской истории. Полная демократия — идеал далёкого будущего, а в настоящее время авторитарная власть в Китае имеет полное право на существование. Несмотря на такие оговорки, статьи Янь Фу вызвали раздражение наместника Чжан Чжидуна, по приказанию которого цензор Ту Жэньшоу обвинил Янь Фу в ереси, лжи и других прегрешениях. Это только усиливало депрессию мыслителя, поскольку те деятели, которые казались ему подходящими для реализации реформаторских планов, не понимали необходимости быстрых действий.
До 1898 года Янь Фу оставался деканом военно-морского училища в Тяньцзине, но стал активно работать вне его стен. В 1896 году он принял самое деятельное участие в основании Школы русского языка, открытой в связи с подписанием Ли Хунчжаном нового договора с Россией, а также преподавал в открытой в Пекине школе современных западных языков. Поскольку после 1895 года в Китае возникло огромное число самодеятельных обществ и периодических изданий разной направленности, в 1897 году в Тяньцзине Янь Фу открыл (вместе с единомышленниками) газету «Го вэнь бао» (кит. 國聞報), которая наравне с шанхайской газетой «Ши у бао», издаваемой Лян Цичао, стала главным печатным органом реформаторов. Газета просуществовала до сентября 1898 года — поражения реформаторов, материалы в ней писались несколькими лицами и не подписывались, поэтому оценить вклад Янь Фу в её создание довольно сложно. Активная просветительская деятельность, развёрнутая Янь Фу — человеком, не интегрированным в имперскую систему, не находила понимания у современников. В тогдашней прессе его обвиняли в том, что он «сидит и много говорит, но ничего не делает».

### «Теория природного развития»

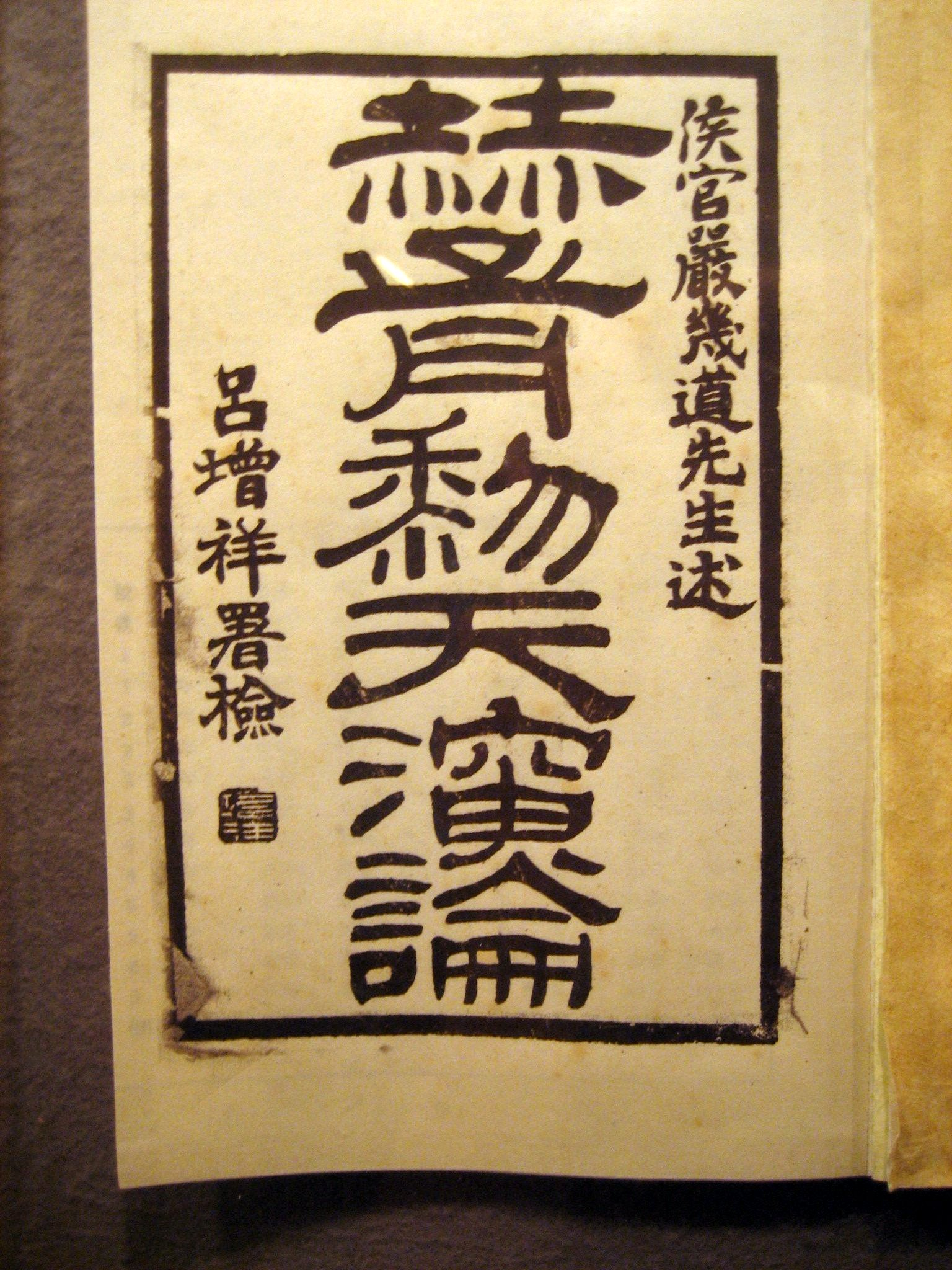
Обложка первого (ксилографического) издания. Заглавие гласит: «Теория природного развития Гексли (Хэсюйли) в изложении господина Цзидао из уезда Хоугуань»

На страницах «Го вэнь бао» в 1897 году были опубликованы две главы важнейшей работы Янь Фу — перевода (а точнее, вольного пересказа) книги известного английского учёного Т. Гексли «Эволюция и этика». Полностью работа увидела свет в апреле 1898 года и имела колоссальный успех в Китае. Пропагандой её положений немедленно занялся Лян Цичао, Кан Ювэй в одном из стихотворений писал, что «завидовал переводчику Яню». Известность работы, которая в истории общественной мысли Китая сыграла намного бо́льшую роль, чем оригинальная книга Гексли в Европе, в немалой степени объяснялась её литературными достоинствами. Глава Тунчэнской стилистической школы, господствовавшей в Китае два столетия, У Жулунь (1840—1903) даже написал к «Теории природного развития» (кит. трад. 天演論, упр. 天演论, пиньинь Tiān yǎn lún, как она стала называться) предисловие. В нём он указывал, что образованных китайцев отвращала от европейских теорий «неадекватность письменного выражения этих идей», в то время как книга Янь Фу «написана почти на уровне философских трактатов эпохи Чжоу».
Основой оригинальной книги Гексли послужила его лекция 1893 года с тем же названием — «Эволюция и этика». В ней — в противовес оптимизму Спенсера — он утверждал, что социальный прогресс может быть достигнут только вопреки естественному закону, поскольку человек отличается от животных единственно большей разумностью. Теория эволюции не даёт человечеству никакой надежды на грядущий «золотой век». Антиспенсерианская книга привлекла Янь Фу — горячего поклонника социального дарвинизма — по ряду причин. Во-первых, он желал донести до китайской интеллигенции работу авторитетного западного автора, а книга Гексли в доходчивой и образной форме знакомила читателя с теорией Дарвина. Во-вторых, Гексли, касаясь понятия эволюции и этических позиций различных философских школ, кратко изложил всю историю западной общественной мысли от античности и, отчасти, индийской. Антиспенсерианская же направленность труда позволяла Янь Фу развернуть апологию Спенсера по всем вопросам, которые рассматривал Гексли. Пересказ лекций Гексли перемежался обширными комментариями Янь Фу.
Китайские читатели восприняли книгу как призыв к глобальному активизму и его теоретическое обоснование, как призыв к немедленному вмешательству в игру слепых сил эволюции, что вообще характерно для китайской космологии, в которой человек является деятельным субъектом вселенских процессов. Политическую интерпретацию книги произвёл её первый читатель и автор предисловия У Жулунь, который заявил, что учение Гексли призывает сражаться с природой и победить её. Это же способствовало росту радикальных настроений в образованной части китайского общества, его консолидации в борьбе против маньчжурской власти и иностранных колонизаторов.

### Участие в движении за реформы 1898 года
В группе реформаторов — ближайшем окружении Кан Ювэя — Янь Фу никогда не состоял, несмотря на дружбу с Лян Цичао и Линь Сюем. Летом 1898 года он направил императору «Послание на Высочайшее имя в десять тысяч знаков» (кит. 上光緒皇帝萬言書) и даже был удостоен аудиенции, во время которой высказал некоторые свои соображения о первоочередных политических действиях. Основной причиной его пассивности были глубокие идейные расхождения с Кан Ювэем и Лян Цичао — Янь Фу считал первостепенной задачей «умственное развитие народа». Во время сентябрьских репрессий он не пострадал, в этом свою роль сыграла поддержка его газеты японскими властями, а также неожиданное покровительство Жунлу — родственника императрицы Цыси, которое многими исследователями оспаривается. Тем не менее, газета «Го вэнь бао» была закрыта, а сам Янь Фу, сохранив место в военно-морском училище, был под большим подозрением властей. Видимо, в этот период он перевёл трактат Джона Стюарта Милля «О свободе», опубликованный только в 1903 году.

## Последние годы жизни

### Кризис империи
После начала Ихэтуаньского восстания в 1900 году Янь Фу как «запятнавший себя пособничеством варварам» был вынужден бежать в Шанхай, бросив почти всё имущество, в том числе и рукописи, значительная часть которых сохранилась и была ему возвращена. Ихэтуани, хотя и были лично ему неприятны, показали, насколько велик был потенциал патриотизма у китайцев как народа, если раскрепостить их дух и просветить его. В 1901 году он уволился из Бэйянского военно-морского училища и некоторое время работал агентом Кайпинских угольных шахт, видимо, принимал участие в покупке копей английской фирмой, за что его порицали историки КНР. Нет никаких оснований полагать, что он считал это посягательством на интересы Китая, напротив, он считал, что британское управление шахтами — великое благо для китайской экономики.
В 1901 году Янь Фу опубликовал свой перевод главного труда Адама Смита — «Исследование о природе и причинах богатства народов» — под названием «Источники богатства» (кит. 原富). Перевод довольно заметно отличался от оригинала: если у Смита богатство народа — это совокупный достаток суммы лиц, которые образуют социум данной страны, то у Янь Фу богатство — категория, которая относится к государству-нации как коллективному субъекту. В комментариях Янь Фу выражал удивление тем, что рост национального долга Британии вёл к повышению благосостояния жителей, в то время как увеличение долгового бремени Китая вело к разорению рядовых тружеников. В результате, являясь сторонником сильного государства, он использует пропаганду либерализма для опровержения конфуцианского принципа: частные интересы (сы) могут использоваться государством для раскрепощения энергии масс и их использования на благо того же государства.
В 1903 году в Шанхае Янь Фу основал «Общество по изучению логики», вдохновлённое изучением «Логики» Дж. Милля. С началом реформ маньчжурского правительства услуги Янь Фу — образованного интеллектуала со связями на Западе — понадобились правительству, и он был приглашён на пост директора во вновь образованное Бюро переводов, в котором он работал до 1904 года. Однако начавшийся судебный процесс вокруг Кайпинских шахт в 1905 году привёл к возвращению Янь Фу на прежнюю должность, как агент правления он совершил поездку в Англию. В Лондоне он познакомился с Сунь Ятсеном, но они так и не смогли найти общего языка: Янь Фу вновь говорил о необходимости просвещения масс и создал о себе впечатление как о непрактичном мыслителе. Кроме того, он заявил, что китайский народ настолько развращён и обладает настолько низким уровнем умственного развития, что при проведении реформ пороки, искоренённые в каком-либо одном месте, немедленно возникнут в другом, и так без конца.
В 1905 году Янь Фу прочитал перед членами Союза шанхайской молодёжи цикл лекций о политике, изданных отдельной книгой в следующем году. Сяо Гунцюань назвал её первой работой по политологии в Китае эпохи Цин. Янь Фу заявил, что главный отличительный принцип западных политический учений — их строгая научность, в отличие от древнекитайских политических концепций, которые «могут быть названы искусством, но недостойны звания науки». Научностью они обязаны социологии, ответвлением которой являются. Таким образом, политика должна основываться на социологии, которая позволяет на основе прошлого прогнозировать будущее.

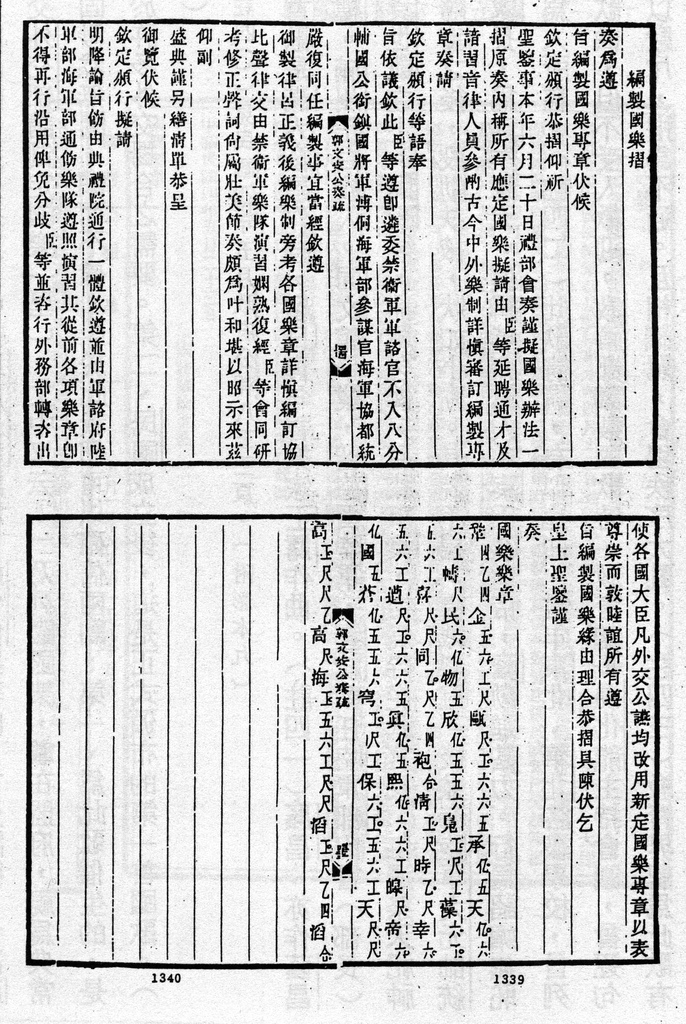
Печатный текст гимна Цинской империи; музыка записана традиционной системой гунчэпу

В 1906 году губернатор провинции Аньхой Энь Мин пригласил Янь Фу на должность директора вновь открывшегося высшего педагогического училища, но мыслитель поспешно ушёл в отставку после его убийства в следующем году. Непоследовательная попытка участия в политической деятельности выглядит контрастом с его интеллектуальными заслугами. Исходя из своего просветительского кредо, считая его главной целью своей жизни, в первое десятилетие XX века Янь Фу издавал по переводу в год, включая «Изучение социологии» Спенсера, «Дух законов» Монтескьё, «Логику» Милля и другие, суммарным объёмом 2 миллиона иероглифов, причём он сам подсчитал, что его комментарии составляли около 170 тыс. знаков. Он взял на себя роль посредника между Западом и традиционной китайской культурой, обладая для этого необходимой подготовкой и достаточными способностями. Он обдуманно выбирал тексты для переводов, а в комментариях развивал и отмечал те положения переводимых им авторов, которые казались ему важными.
В 1906 году Янь Фу был приглашён в экзаменационную комиссию для первых китайских студентов, отправленных для обучения за границу, так началось его вовлечение в систему классического китайского образования, которое приведёт его к возвращению в лоно традиции. В 1908 году он был назначен редактором в Министерство образования, войдя в состав комиссии по выработке в китайском языке технических терминов. Наконец, в 1909 году он получил звание советника второго класса в комитете по составлению Положения о конституционном правлении, вошёл в состав комитета по финансовой реформе и занял пост в провинциальном правительстве Фуцзяни. По воспоминаниям современников, он не был в восторге от быстрого карьерного роста; показателем этого стал отказ сопровождать морского министра в визите по странам Европы. В 1909 году он удостоился высшей конфуцианской степени цзиньши (без сдачи государственных экзаменов) — одним из последних в истории Китая; Янь Фу отметил это ироническим стихотворением. Имея этот ранг, в 1910 году он был назначен во вновь учреждаемое Законодательное собрание. В 1911 году он получил звание контр-адмирала и накануне падения монархии был удостоен места в Морском генеральном штабе. Янь Фу также стал автором слов национального гимна Цинской империи «Золотой кубок», принятого императорским указом 4 октября 1911 года, за 6 дней до начала Учанского восстания.
С 1908 года Янь Фу общался с Юань Шикаем, который, видимо, стремился привлечь переводчика в своё ближайшее окружение, но их характеры и темпераменты оказались несовместимы. Тем не менее, Янь Фу высоко оценивал его заслуги в реформировании армии, а Юань, если верить современникам, считал его реинкарнацией одного из святых.

### После Синьхайской революции
Не будучи сторонником монархии, Синьхайской революции Янь Фу категорически не принял. Он счёл, что революция была реализацией той самой безличной силы эволюции, против которой он восставал в переводе «Теории природного развития», хотя в одном из стихотворений октября 1911 года выражал надежду, что она окажется стимулом направленной, научной эволюции страны и народа. Карьерный рост его продолжился и после революции; Янь Фу поддержал Юань Шикая как единственную сильную личность среди революционных лидеров, способных обуздать хаос. Сторонник сильного государства, Янь Фу стал доверенным лицом нового президента Китая. В начале 1912 года он был назначен деканом литературного факультета Пекинского университета, в ноябре ушёл в отставку, не найдя общего языка с оппозиционно настроенными коллегами. Следующим его назначением стал пост главноуправляющего бюро переводов Военно-морского министерства, где он занимался переводами иностранных документов. В 1913 году Янь Фу получил должность советника по вопросам международного права в администрации президента; в 1914 году сделался членом Законодательной палаты. Современники порицали участие Янь Фу в создании «Союза по изучению благоустройства общества», готовившего реставрацию монархии в Китае с Юань Шикаем во главе. Поддержал он и Чжан Сюня в планах реставрации династии Цин в 1917 году. Участие в этих планах сильно повредило его репутации, после кончины Юань Шикая и прихода к власти Ли Юаньхуна Янь Фу даже угрожал арест, друзья упрашивали его бежать из Пекина, но он заявил, что совесть его чиста. После этого он полностью отошёл от какой-либо общественной активности.
Духовная эволюция Янь Фу того времени шла к полному примирению с конфуцианской традицией. В 1913 году он вступил в основанное Кан Ювэем «Общество конфуцианской религии» и выступил за сохранение изучения канонов в школьной программе. Под влиянием известий о начале Первой мировой войны он заявил:

Имея возможность в старости самому наблюдать семь лет республики в Китае и четыре года небывало кровопролитной войны в Европе, я чувствую, что их [западных наций] 300-летний прогресс привёл лишь к своекорыстию и человекоубийству, к тому, что человеколюбие и совестливость стали редкостью. Мысленно возвращаясь к учению Конфуция и Мэн-цзы, я вижу, что оно поистине всеобъемлюще и всемилостиво. Это признаём не только мы, — некоторые мыслители Запада начинают ощущать то же самое.
Оставшиеся годы своей жизни Янь Фу провёл в Пекине, изредка наезжая в Шанхай и на родину — в провинцию Фуцзянь. В материальном плане он пользовался полным благосостоянием, получая большие гонорары от переизданий своих переводов. С 1911 года его мучила астма, усугубляемая страданиями от начавшейся гражданской войны. Движение 4 мая 1919 года он категорически не принял, как и реформы литературного языка. Своё душевное состояние он описывал цитатой из Чжуан-цзы: «высохшее дерево и угасший пепел». В последние годы жизни он впал в полную фрустрацию, писал ученикам, что «утратил интерес к чтению некогда любимых книг по философии и истории и потерял вкус к обсуждению текущих событий». Депрессия усугублялась всё более частыми приступами астмы и последствиями многолетнего употребления опиума. Он скончался 27 октября 1921 года во время очередного посещения родных мест.

## Интеллектуальное наследие

### Общественно-политические взгляды
Творчество Янь Фу знаменовало собой начало кардинального перелома в политико-правовой мысли Китая в начале XX века. Если Кан Ювэй и Тань Сытун, каждый по-своему, продолжали придерживаться китайской философской традиции, пытаясь изменить её изнутри, то Янь Фу явился тем мыслителем, который не только дал китайскому обществу возможность непосредственно познакомиться с европейской философией, но и собственными работами показал, что теоретические рассуждения могут строиться на совершенно иных основаниях, нежели те, которые были приняты в китайской философии. В этом смысле Янь Фу стоял на рубеже двух мировоззрений и методологий. На смену конфуцианской и буддийской классике Кан Ювэя и Тань Сытуна пришли западная наука и позитивистская методология. Ранее сведения о западных странах, равно как и сами европейские теории, призваны были служить скорее иллюстрациями, дополнительными аргументами к рассуждениям китайских мыслителей, влияние Запада здесь было ещё мало осознанным. Благодаря Янь Фу, европейская философия в Китае начала восприниматься как самостоятельная и принципиально иная картина мира. А. А. Крушинский отмечал, что «к Янь Фу во многом восходят истоки национального самосознания китайцев перед лицом цивилизации иного типа» и что «без учёта личности и творчества Янь Фу не только невозможно исторически реконструировать идейные трансформации, пережитые китайским обществом на рубеже прошлого и нынешнего столетий, но и нельзя по-настоящему понять идеологическую ситуацию в современном Китае». Американский историк Сяо Гунцюань следующим образом определяет и сравнивает значение Кан Ювэя и Янь Фу: «Если мы считаем „Датун шу“ первой работой по политической философии в позднецинском Китае, то „Лекции о политике“ могут рассматриваться как первая работа по политической науке в позднецинском Китае».
Вместе с тем во выводах Янь Фу чувствуются незавершённость и внутренняя противоречивость. Мыслитель выдвинул лозунг «свобода за основу, демократия для применения» (кит. 以自由爲體, 以民主爲用 и цзыю вэй ти, и миньчжу вэй юн), но сам же доказывал его непригодность в условиях Китая. Говоря о необходимости кардинальных реформ, он в действительности до минимума сузил их содержание. Одной из главных задач он провозгласил формирование гражданского общества, но никаких путей её решения так и не указал. Янь Фу провозгласил: «Индивидуум ценит свободу, государство — суверенитет», но проблема соотношения двух этих ценностей им специально не рассматривалась. Китайский мыслитель давал нравственную критику существующего в Китае государственного устройства и говорил о его противоречии подлинной сущности государства и права, но сам первым был готов мириться с этим.

### Концепция мирового процесса и разнонаправленного развития Китая и Запада
Вопрос о происхождении государства Янь Фу решался в пользу теории общественного договора: народ в глубокой древности не был в состоянии одновременно создавать материальные блага и наказывать преступников, поэтому обязанности были разделены. По выражению Б. Шварца, «роль правителей была резко сужена: от статуса культуротворцев к роли полицейских».
Для описания всех процессов, происходящих в мире и охватывающих все наблюдаемые явления, Янь Фу использовал термин юньхуэй (кит. 運會), который разные исследователи переводили по-разному, в том числе как «ход судьбы/процесс эволюции», «[присущая историческому процессу] закономерность» и т. д. Термин возник при переводе тезиса Гексли о разнице концепций «движения» и «случающегося»: либо кругообразное движение и вечное возвращение одного и того же, либо — поступательное движение и несхожесть, разнообразие событий-ситуаций, с которыми сталкивается наблюдатель. Различение этих концепций Янь Фу положил в основу кардинального расхождения между Китаем и Западом:

Попробуем обратиться к принципам деятельности людей в Китае и на Западе — среди самых несхожих и совершенно несовместимых из них нет большего, чем то, что жители Срединного государства любят древность и пренебрегают современностью, а люди Запада прилагают силы к настоящему, чтобы превзойти прошлое; люди Срединного государства рассматривают чередование порядка и беспорядка, расцвета и упадка как естественный ход природных действий и деятельности людей, а люди Запада считают высшими принципами наук и преобразовательной деятельности людей следующие: постоянное продвижение вперёд — неограниченно; то, что уже достигло расцвета, не может опять прийти в упадок; то, что уже упорядочено, не может вновь прийти в беспорядок.
По А. А. Крушинскому, понятие юньхуэй является обозначением времени, которое мыслилось не как вместилище событий, а как сцепление событий. Таким образом, фундаментальное различие в подходах к действительности у китайцев и европейцев Янь Фу сводил к дилемме во взглядах на протекание мирового процесса, из него же вытекала и система ценностей. Юньхуэй не зависит от воли людей, мировой процесс имеет необратимый, принудительный характер. Ходом мировых событий управляет закономерность, отделённая от процесса и придающая ему «жёсткость»; это — закон эволюции, одинаковый для Запада и Востока.

### Социологическая методология
Новая научная методология была воспринята Янь Фу в форме учения Г. Спенсера. У него он позаимствовал как собственно позитивистскую социологическую методологию, так и базовые представления об обществе и социальной эволюции. Главной особенностью человека является умение жить в обществе. По этой причине человечество способно к развитию, в результате которого рождается всё разнообразие отношений между людьми. Государство и право также появляются в результате общественного развития, поэтому их следует изучать прежде всего с помощью методов социологии.
Янь Фу видел главное достоинство социологии в достоверности её методов и синтетическом характере по отношению к конкретным наукам. Проблема выработки правильной государственной политики очень важна, но прежде чем приступить к рассмотрению политических вопросов, необходимо обладать всей совокупностью знаний, добытых с помощью других наук. «Если прежде всего не заняться исследованием природы вещей, то нельзя будет избавиться от односторонних субъективных взглядов, которые повредят политике и неизбежно нанесут ущерб государству и его ячейке — семье». Необходимо изучить логику, математику, механику, химию, астрономию, географию, биологию, психологию и только после этого переходить к социологии, которая обобщает данные этих наук и может предоставить научно выверенные рецепты государственного управления. «Поэтому-то социология и есть самая главная из наук. Только овладев ею, можно постичь причины спокойствия и беспорядка, расцвета и упадка государства, можно добиться хороших результатов в самоусовершенствовании, в укреплении семьи и государства, в умиротворении Поднебесной».
Любая политическая теория достоверна только в той степени, в какой она опирается на данные строгих наук, обобщённые социологией. Эту мысль Янь Фу особенно чётко сформулировал в своих «Лекциях о политике» (1906). Излагая основное содержание европейских политических учений, он указывал на их строгий научный характер. Что касается политических концепций, существующих в Китае, то они, по мнению Янь Фу, «могут быть названы искусством (шу), но не достойны звания науки». Научный характер западных политических теорий объясняется тем, что они являются ответвлениями социологии, которая «по-научному подходит к изучению различных изменений, происходящих в человеческих сообществах, для того, чтобы на основе знания прошлого прогнозировать будущее».

### Теория общественной эволюции
Другим важным достоинством социологии, помимо её научности и синтетического характера, Янь Фу считал то, что социология исследует общество в его динамике. Эволюция — это естественный закон, окончательно доказанный современной наукой, именно на теории эволюции строится социологическая теория Спенсера («Спенсер… на основе идеи эволюции разъясняет принципы отношений между людьми, а также вопросы политики и образования»).
В другой своей ранней работе «О стремительности перемен в мире» (1895) Янь Фу следующим образом характеризует процесс социальной эволюции: 

Что касается перемен, происходящих в мире, [то] никто не знает того, почему они [именно] такие; условно называют их «течением обстоятельств». После того, как течение обстоятельств сложилось, даже и совершенномудрый ничего с ним не может поделать. По-видимому, совершенномудрый также является одной из составных частей течения обстоятельств, а поскольку он есть его составная часть, [то] говорить, [что совершенномудрый] может взять и изменить течение обстоятельств, — это неправильно.
 В центре внимания китайского мыслителя — проблема соотношения объективного и субъективного факторов в истории. Янь Фу опровергает традиционное для Китая представление, согласно которому ход истории направляется совершенномудрыми, являющимися творцами цивилизации (критическая направленность этих рассуждений ещё более усилена в другой работе Янь Фу — «Опровержение Хань Юя»), и говорит о том, что деятельность всех людей, включая и совершенномудрых, подчинена объективному «течению обстоятельств».
Но раз сложившееся течение обстоятельств не в силах изменить никто, то перед мыслителем возникал вопрос, в чём тогда заключаются смысл и содержание человеческой деятельности, и возможно ли в таком случае какое-либо целеполагание. Янь Фу отвечает на этот вопрос следующим образом: 

Совершенномудрые особенно [хорошо] знают истоки течения обстоятельств, а также провидят его конечную точку: именно потому, что знают его истоки, [они могут] следовать за Небом-природой и соблюдать небесно-природный порядок, именно потому, что предвидят его конечную точку, [они могут] опережать Небо-природу, и Небо-природа [затем] не расходится [с ним]. Таким образом, [совершенномудрые] претворяют [дао], способствуют [гармонизации] и приводят Поднебесную в состояние совершенного спокойствия.
 Люди могут только следовать в русле действующих объективных тенденций, при этом наиболее способные из них (в данном случае под «совершенномудрыми» Янь Фу, скорее всего, понимал не столько китайских мудрецов, сколько всех выдающихся людей мира) оказываются в состоянии предугадывать общее направление этих тенденций и приводить человеческую деятельность в соответствие с ними. Для этого необходимы знание «истоков течения обстоятельств» и предвидение его «конечной точки». Что касается «истоков течения обстоятельств», то здесь никаких проблем не возникает, поскольку современная наука, в особенности социология, предоставляет нам это знание. Гораздо сложнее обстоит дело с определением «конечной точки» действующих тенденций, общей целью человеческого прогресса. Как в ранних, так и в более поздних работах Янь Фу совершенно правильно указывает три составляющие любого прогресса: «исток», «направление» и «конечная точка — цель». Он также объясняет разницу между двумя видениями исторического процесса, существующими в Китае и на Западе. В первом случае речь идет о его цикличности, замкнутости, во втором — о его прогрессивности, линейности. Всё это практически то же самое, о чём писал Кан Ювэй, только вместо учения о трёх эрах Янь Фу использует теории Спенсера и Гексли. Однако, используя позитивистскую методологию, Янь Фу оказывается не в состоянии хотя бы приблизительно указать на конечную цель человеческой развития. Для Кан Ювэя и Тань Сытуна с их во многом мистическим пониманием истории и религиозным отношением к канонам конфуцианства и буддизма такой проблемы не возникало. Что же касается Янь Фу, то для него задача определения некоего абсолютного идеала человеческого развития становилась поистине неразрешимой, поскольку тогда ему пришлось бы выйти за рамки своей позитивистской методологии и перейти к чистой метафизике. Янь Фу говорит о прогрессе как о развитии «от простого к сложному, от едва наметившегося к ясно различимому», но всё это характеризует лишь общее направление тех или иных тенденций и не даёт нам никакого представления об их «конечной точке». Наука, в том числе и социология, оказывается здесь бессильна. С помощью неё можно прогнозировать лишь самое ближайшее будущее, и то с большими погрешностями, представление же о более отдалённом будущем, а тем более о «конце времён», она просто не в состоянии дать. Таким образом, в философии Янь Фу имеется представление о направленности человеческого развития на определённую цель, но совершенно отсутствует представление о направлении и цели прогресса. Позднее Лян Цичао очень остро ощутил эту проблему, которая имела своим источником конфликт религиозного и научного сознаний. Сам Янь Фу не замечал этого противоречия в своей теории, а ведь оно было весьма уязвимым местом, которое могли использовать его идейные противники. Научно-технический прогресс признавал и Чжан Чжидун, но раз общественно-политический прогресс не является в такой же степени очевидным, то не имеется никаких доказательств и относительно того, что демократия лучше деспотии, что «путь отцов» должен быть изменён.
Всем теориям прогресса китайских реформаторов в определённой степени присущ детерминизм, но наиболее последовательно этого направления придерживался Янь Фу. Ни в какой другой теории человеческая воля не оказывается в столь степени ограниченной и обусловленной «течением обстоятельств». При отсутствии каких-либо представлений об общественном идеале подобный детерминизм приводил к весьма умеренной политической программе. Это же объясняет и обращение Янь Фу к даосизму, которое произошло в поздний период его творчества.

### Обоснование реформ
Подобно Кан Ювэю, своё обоснование необходимости проведения государственных реформ Янь Фу строил прежде всего на базе теории прогресса. В то время как страны Запада всегда шли по пути прогресса, в том числе и в общественно-политической сфере, в Китае государство и право практически не развивались. Раньше Китаю не приходилось иметь дело с цивилизациями более высокого уровня, поэтому не была очевидна и его отсталость. Столкновение же с Западом показало превосходство европейской культуры не только в технической, но и в политико-правовой области. 

В прошлом в Китае установления сталкивались с отсутствием установлений, и хотя Китай терпел неоднократно поражения, но он оставался самим собой. Ныне же чужие установления встречаются с нашими, причём наши установления до такой степени деградировали и прогнили, что в отличие от чужих установлений они с каждым днем теряют своё значение. Почему же? Дело в том, что система установлений подобна инструменту или дороге: если их долгое время не ремонтировать и не совершенствовать, они неизбежно портятся, приходят в негодность, и их нельзя больше использовать.
 Проведение реформ — это вопрос жизни и смерти государства. Вместе с этим к реформам надо подходить крайне осторожно. Было бы большой ошибкой пытаться в условиях Китая реализовать демократию и проводить политику подобно той, которая проводится в западных странах, поскольку это повлекло бы за собой крайне негативные последствия. При проведении политических мероприятий «самое существенное заключается в том, что они должны иметь своим критерием физические, умственные и моральные качества людей; всё, что способствует совершенствованию этих качеств, необходимо всеми силами осуществлять; всё, что ведёт к ухудшению этих качеств, необходимо отбросить». Укрепить физическое здоровье народа призваны медицина и спорт. Развитию интеллектуального потенциала нации должны послужить распространение западных наук и реформа системы образования. Обновление морали народа, по мнению Янь Фу, является самой сложной задачей. Для решения задачи обновления морали народа Янь Фу предлагает «учредить в столице парламент и повелеть по всей Поднебесной провести публичные выборы правителей уездов и областей». Это предложение удивляет своим радикализмом, столь не свойственным Янь Фу. К тому же в этой же работе он недвусмысленно высказывался о принципиальной неготовности китайского народа к демократическому правлению. Скорее всего, предложение учредить общегосударственный парламент следует расценивать как незначительный и в большой степени случайный эпизод в теории Янь Фу. Уже в статье «О союзе Китая с Россией» (1897) он утверждал, что в Китае отсутствуют предпосылки для учреждения парламента. В комментариях к переводу книги Ш.-Л. Монтескьё «О духе законов» (1904—1909) Янь Фу также говорил о неподготовленности Китая к демократии и парламентаризму. Главным принципом демократии является равенство, которое, в свою очередь, предполагает равенство физических, умственных и нравственных сил народа. Поэтому демократия практически недостижима даже в странах Запада, а не только в Китае. Что касается представительной системы, то к ней необходимо переходить постепенно, по мере развития в китайском обществе способности к самоуправлению. На современном этапе в Китае не следует созывать парламент, а следует ограничиться учреждением выборных органов местного самоуправления на уровне волостей.
В дальнейшем Янь Фу выступал с критикой не только революционного движения, но и тех реформаторов, которые настаивали на введении конституции и учреждении парламента. В целом же политическая программа Янь Фу оказалась не только чрезвычайно умеренной, но и весьма расплывчатой. Он продолжал говорить о необходимости развития физических, умственных и моральных качеств народа, но совершенно ясно, что в его представлении — это процесс бесконечный, поэтому в бесконечную перспективу отодвигался и момент введения в Китае конституционного правления. Всё это означало практический отказ от проведения в Китае каких-либо существенных реформ, что сближало Янь Фу с китайскими консерваторами. Янь Фу подверг открытой критике теорию Чжан Чжидуна, но речь здесь шла, главным образом, о необходимости распространения новой западной науки, а также о принципиальном преимуществе государственного устройства западных стран. Что же касалось оценки текущего исторического момента и определения конкретного содержания реформ, то по этому вопросу их позиция была во многом схожей — в Китае не должны проводиться серьёзные преобразования в политической сфере.

### Проблема формирования гражданского общества
Янь Фу первым в Китае поставил вопрос о формировании гражданского общества (эта задача была сформулирована в терминологии обновления морали народа). Хотя Кан Ювэй и Тань Сытун рассуждали о принципиальном равенстве и единстве всех людей, а их работы всецело проникнуты духом возрождения Китая, но отдельно проблема преобразования общества и изменения общественного сознания ими не ставилась. Янь Фу полагал задачу «обновления морали народа» одной из самых важных и сложных. В работе «Источники силы» он писал: 

Если же мы хотим, чтобы политические мероприятия принесли пользу, следует начинать с того, чтобы народ сам мог делать полезное для себя. Для достижения этого, в свою очередь, необходимо начать с того, чтобы каждый получил свободу, а для этого нужно добиться того, чтобы каждый мог пользоваться самоуправлением. В противном случае возникает смута. Пользоваться свободой и самоуправлением могут лишь те люди, которые обладают наивысшими физическими, умственными и моральными качествами. Поэтому ныне политика должна быть направлена на достижение трёх главных целей: развитие физических сил народа, просветление его ума и обновление его морали.
 Переход к более совершенному государственному устройству возможен только при высоком развитии индивидуальной свободы граждан при активном её использовании («следует начинать с того, чтобы народ сам мог делать полезное для себя»). Прежде чем предоставить китайскому народу основные гражданские свободы, необходимо, чтобы он научился ими пользоваться, иначе говоря, китайцы должны почувствовать себя гражданами и научиться действовать как граждане своего государства, тогда в Китае должно сформироваться гражданское общество. Для этого с помощью определённых политических мер следует решить те три задачи, о которых постоянно говорил Янь Фу.
Гражданское общество Янь Фу описывал следующим образом: 

На Западе умеют достичь того, что народ как хозяин глубоко любит своё отечество и идёт в бой с общим врагом, как на поединок с личным обидчиком. Этому есть своё объяснение. Законы [на Западе] вырабатываются в нижней палате. Следовательно, народ исполняет добровольно взятые на себя, а не навязанные сверху обязательства. Первый министр и его подчиненные выдвигаются [населением] страны. Это значит, что должностные лица ставятся народом для управления страной, а не являются объектами показного поклонения и почитания. Никто в своих поступках не руководствуется только тем, что ему приятно и что неприятно. Когда правительство собирает налоги для производства каких-либо строительных работ, то народ рассматривает это как своё кровное дело; когда люди идут на смерть во имя защиты родины, то они считают, что идут защищать свой дом и свою семью.
 На вопрос о том, как положить начало перехода к этому идеалу, мыслитель давал парадоксальный ответ: «Как же пробудить у китайцев любовь к своей родине? Для этого нужно учредить в столице парламент и повелеть по всей Поднебесной провести публичные выборы правителей уездов и областей». Это предложение противоречило рассуждениям Янь Фу о преждевременности введения демократического правления в Китае: для того, чтобы ввести демократию в Китае необходима соответствующая «подготовка» (обновление морали) народа, а для того, чтобы «подготовить» народ, ему необходимо предоставить демократические свободы.
В работах Янь Фу была лишь поставлена задача формирования гражданского общества путём обновления господствующих в нём представлений о морали. При этом не совсем правильно представлять Янь Фу в качестве ниспровергателя всех традиционных представлений о морали, основывающихся прежде всего на конфуцианской философии. Позднейшие исследования китайских учёных направлены как раз на опровержение этого утверждения. В дальнейшем идея обновления морали народа практически не находит никакого развития у Янь Фу. Поскольку получалось, что прежде, чем приступить к этой третьей задаче, необходимо решить первые две — развитие физических и умственных сил народа, то Янь Фу сосредоточил всё своё внимание именно на них, особенно это, конечно, касалось дела просвещения и распространения западных наук. Задача же формирования гражданского общества, как и вопрос о введении конституции, отодвигалась в бесконечную перспективу. Однако сама постановка этой проблемы уже была важным вкладом в общественную мысль. Несколько позже Лян Цичао создал целую теорию «обновления народа», в которой вопросы, входящие в круг проблематики гражданского общества, рассматривались гораздо полнее.

### Государство и право. Сравнение правовых систем Китая и стран Запада
Ещё одной важнейшей заслугой Янь Фу стало рассмотрение целого ряда вопросов, связанных с государством и правом. В 1904—09 годах Янь Фу перевёл один из важнейших трудов западной философии права — трактат Ш.-Л. Монтескьё «О духе законов», который он снабдил обширными комментариями, в наиболее полном виде отражающими его правовую концепцию. В целом, однако, эта концепция сложилась у него значительно раньше, о чём можно судить по его статьям, написанным в 1895 году.
Что касается вопроса о происхождении государства и права, то Янь Фу, подобно Кан Ювэю и Тань Сытуну, придерживается одного из вариантов теории общественного договора. В работе «Опровержение Хань Юя» он писал: 

Отношения между правителем и подданными возникли вследствие необходимости… Народ не в состоянии был одновременно наказывать за преступления, устанавливать меры объёма и веса для утверждения доверия между людьми, строить городские стены и производить оружие для самообороны. Поэтому обязанности были разделены. Народ избрал людей, справедливых и мудрых, и поставил их правителями… Следовательно, правители и чиновники, наказания и войска появились после того, как возникла необходимость защищать народ. Народ стал нуждаться в защите потому, что были насилия, вымогательства и бедствия. Насилия же, вымогательства и бедствия объяснялись тем, что культура не распространялась и не все следовали добру. Таким образом, правители существуют потому, что в Поднебесной существует зло; их появление отнюдь не было связано с возникновением в Поднебесной добра.
Государство возникает в результате разделения функций между людьми, при котором одни занимаются производством материальных благ, а другие осуществляют государственное управление. Целью государства и права является служение интересам народа. «В политических учениях Запада говорится, что государство есть общее достояние народа, а короли, князья, полководцы и министры суть слуги государства». Подлинным хозяином государства является народ. Однако в Китае, начиная с циньской династии, правитель и чиновники нарушили «общественный договор» и похитили государство у народа. 

Похитив же [государство], они испытывали трепет душевный, боясь, как бы хозяин не спохватился и не вернул отнятое, и начинали издавать законы и приказы, многочисленные [и колючие], как иглы у ежа. Говоря по существу, восемь или девять десятых этих законов были направлены на то, чтобы губить способности народа, растрачивать его силы, развращать нравственность. Народ — подлинный хозяин в Поднебесной, значит, нужно сделать его слабым и глупым, чтобы он ни о чём не думал, не был способен к действиям, и тогда [правитель] сможет навсегда оставить в своих руках украденное.
 Вместо того, чтобы служить интересам всего народа, правитель и чиновники заставили народ служить собственным интересам. Государство и право получили антинародную направленность. Вся система китайского законодательства противоречит принципу справедливости и совершенно не отвечает своему назначению. Ведь её целью является обеспечение свободы и равенства. Как писал Янь Фу в статье «О быстротечности перемен в мире»: 

Посягать на чужую свободу — это значит идти наперекор принципам Неба-природы и вредить человеческому образу жизни; убивать людей, калечить людей, а также грабить и причинять урон имуществу людей — всё это является высшим посягательством на свободу человека. Вот почему посягать на свободу человека не может даже правитель государства, и все статьи и параграфы его уголовного кодекса должны устанавливаться [именно] для этой [цели] .
 В идеале, то есть при демократическом правлении, «народ исполняет добровольно взятые на себя, а не навязанные сверху обязательства». Однако Китай к этому ещё не готов. Поэтому на данном этапе все усилия государства должны быть направлены на развитие физических, интеллектуальных и нравственных сил народа с тем, чтобы подготовить его к самоуправлению. При этом во всех других сферах, за исключением государственного управления, народу должна быть предоставлена максимальная свобода.
Все эти идеи Янь Фу развивает и в более поздних работах, в частности в комментариях к трактату Ш.-Л. Монтескьё «О духе законов». Здесь он также говорит о том, что целью государства и права является служение интересам народа. «В управляемых государствах законы устанавливаются в интересах народа, и исполняются ради его блага. В государствах, в которых царит хаос (луань го), законы устанавливаются в интересах верхов и исполняются ради их личной выгоды. Поскольку законы действуют ради личных интересов верхов, а не ради блага народа, они противоречат небесным принципам и человеческому естеству (тянь ли жэнь син)». Именно такие законы и действуют в Китае.
Янь Фу указывал на тесную взаимосвязь, существующую между политическим строем и законодательством, и на этой основе объяснял различия правовых систем Китая и стран Запада:
1. различны источники права: на Западе право устанавливается парламентом, избранным народом, или совместно монархом и народом (имеется в виду конституционная монархия), китайское же право имеет своим источником указы и эдикты императора;
2. не одинаково действие права: на Западе в отдельно взятом государстве законы имеют обязательную силу и для правителя, и для народа; в Китае законы обязательны только для народа, а монарх стоит выше права;
3. различаются руководящие принципы права: на Западе соблюдается принцип разделения трёх властей; в Китае законодательная, исполнительная и судебная власть сосредоточены в руках одного человека — императора;
4. не одинакова сфера права: на Западе существует деление на публичное и частное право; в Китае публичное и частное право, как правило, смешаны, гражданское и уголовное право не разделены;
5. различны основные цели права: на Западе право призвано обеспечить равенство; в китайском праве самое главное — «три устоя» (сань ган)[80].

Если первые три пункта касаются различий не столько Китая и Запада, сколько деспотического и конституционного правлений, то оставшиеся два действительно подчёркивают специфику правовой системы Китая. Янь Фу в комментариях к трактату Ш.-Л. Монтескьё «О духе законов» обращает внимание на различное толкование понятия «закона» в Китае и на Западе. Закон, о котором говорят на Западе, во многом включает в себя и то, что в Китае отнесено к действию правил ритуальной благопристойности. В Китае существует разделение между ритуалом и уголовным законом, на Западе право охватывает собой все сферы жизни общества, а уголовный закон является одной из его составных частей.
Вслед за Монтескьё Янь Фу говорит о трёх видах государственного устройства: республике, конституционной монархии и абсолютной монархии. В республике народ обладает наибольшей властью, поэтому здесь осуществляется действительно демократическое правление. Однако этот строй подходит лишь для небольших государств и не может быть реализован в Китае. Китаю же более всего подходит конституционная монархия. Янь Фу восхищается государственным строем, существующим в Англии, который, по его мнению, реализует принцип совместного правления государя и народа и всецело отвечает интересам общества. Закон здесь является обязательным для всех, и монарх не может его нарушить, поэтому конституционную монархию следует назвать «законной монархией» (ю фа чжи цзюньчжу). В противоположность этому абсолютную монархию следует назвать «беззаконной монархией» (у фа чжи цзюнь). Монарх не связан никакими ограничениями, законодательная, исполнительная и судебная власть сосредоточены в одних руках, что открывает массу возможностей для различных злоупотреблений. Янь Фу подвергает жесточайшей критике подобное государственное устройство и вместе с этим критикует правление династии Цинь и учение легизма, поскольку хотя во время правления династии Цинь и придавали большое значение закону, но при этом абсолютизм достиг своей высшей точки. Вся правовая система заключалась только в уголовном законе, который был направлен на подавление и закабаление народа. Монарх же стоял выше закона, его воля подменила собой закон. Поэтому в данном случае закон означал не что иное, как деспотию.

## Теория перевода
Биограф Янь Фу — Ван Ши — сравнил его деятельность с наследием Конфуция, который «передавал, но не творил». Подавляющее большинство его интеллектуального наследия составляют переводы (при всей условности термина) западных философских и социологических трудов, а не собственные статьи. В заслугу Янь Фу историки ставят не только перевод таких влиятельных работ западной политической мысли, как «О свободе» Милля, «Богатство наций» Адама Смита и «Изучение социологии» Герберта Спенсера, но и осмысление категорий «свобода» и «равенство», поиск эквивалентов этих категорий в китайском языке.

### Метод перевода
Переводы Янь Фу являются одним из важнейших источников его интеллектуального наследия и методов реализации перевода, источников, позволяющих понять, чем был перевод для Яня, каковы критерии отбора переводимого текста, точка зрения переводчика по тем или иным затрагиваемым в тексте вопросам. В предисловии к последнему своему переводу — «Элементарной логике» У. Джевонса — он писал:

Принципиальные положения перевода копируют оригинал, но большая часть приводимых автором иллюстраций и примеров заменена моими собственными. Ведь моя цель при написании книги — это вразумление других, а вовсе не верность оригиналу. Кое-кто из моих друзей порицает меня, говоря, что не создавать самостоятельных произведений, а лишь подбирать чужую мудрость для перевода — это не самый достойный способ самореализации. В ответ я, смеясь, киваю головой и только.
Янь Фу оставлял за собой свободу в отборе и подаче переводимого материала, он мог значительно отходить от текста оригинала или точно следовать ему, но общая его установка заключалась в активном овладении материалом. Китайский историк Хэ Линь выделял в развитии переводческого стиля Янь Фу три периода:
1. начальный («Теория природного развития», «Дух законов») — преобладание стремления к передаче содержания в целом, но пренебрежение точностью воспроизведения текста оригинала в деталях;
2. средний («Источники богатства», «Изучение социологии») — наиболее совершенный метод перевода, точно воспроизводящего оригинал;
3. заключительный («Элементарная логика») — возвращение к свободному переводу[85].

Упрёки в излишней вольности перевода Янь Фу отмечал ещё в предисловии к «Теории природного развития». Сам Янь Фу разработал и теорию перевода. Хороший перевод должен был соответствовать, с его точки зрения, трём критериям: достоверности, доходчивости и изяществу. Его собственные переводы не отвечали первому критерию, так, Чжан Цзюньмай особо подчёркивал, что он передавал западные концепции в терминологии классических китайских учений, поэтому смысл его трудов далёк от смысла оригинала. Он больше всего заботился о выполнении второго критерия — доходчивости, однако его перевод А. Смита Лян Цичао упрекал в чрезмерной усложнённости языка, и впоследствии этот упрёк стал общим местом при оценке переводов Янь Фу. Лу Синь утверждал, что из всех своих критериев сам Янь Фу на практике использовал только один — «изящества». Под «изяществом» он имел в виду следующее:

Поистине, легко сделать доступными для понимания тонкие принципы и сокровенные речи, если выражать их средствами доханьского языка, пытаться же сделать их доступными с помощью современного, вульгарного языка затруднительно и, вероятнее всего, приведёт лишь к тому, что смысл будет принесён в жертву слову, а незначительные расхождения обернутся большими ошибками.
Янь Фу осуществлял переводы на традиционный литературный язык Китая — вэньянь, а точнее — классический гувэнь (язык доханьских текстов). Он полагал, что только архаичный язык способен адекватно выразить глубинные идеи западной науки. Он верил в существование глубинного типологического родства между западноевропейскими научными теориями Нового времени и китайской традиционной философией. В процессе перевода он стремился подчеркнуть эти черты сходства.

### Понятия «свобода» и «равенство»
Так же, как и Тань Сытун, Янь Фу рассматривал в своих трудах два базовых понятия западной политической философии — «свобода» и «равенство». Однако Янь Фу намного полнее раскрывал смысл каждого из них и в этой связи острее подчёркивал разницу между Китаем и Западом. Именно на основе этих понятий строились рассуждения о различиях как между китайским и западным обществом в целом, так и между правовыми системами Китая и стран Запада в частности.
В статье «О стремительности перемен в мире» Янь Фу писал: 

Слово «свобода» поистине является тем, чего на протяжении [всей] древности Срединного государства совершенномудрые и достойные мужи глубоко боялись и никогда не включали в свои доктрины. Речи же тех, людей Запада, гласят: «Только Небо-природа взращивает людей, каждый обладает дарами [Неба-природы], лишь обретение свободы даёт полное обладание дарами [Неба-природы]». Поэтому каждый человек получает свободу от [Неба-природы], каждое государство получает свободу от [Неба-природы]. Только надо, чтобы [их] деятельность и приказы не посягали друг на друга, не наносили ущерба друг другу. Посягать на чужую свободу — это значит идти наперекор принципам Неба-природы и вредить человеческому образу жизни; убивать людей, калечить людей, а также грабить и причинять урон имуществу людей — всё это является высшим посягательством на свободу человека. Вот почему посягать на свободу человека не может даже правитель государства, и все статьи и параграфы его уголовного кодекса должны устанавливаться [именно] для этой [цели].
 Таким образом, уже в 1895 году Янь Фу удалось дать весьма чёткое и полное определение свободы. Свобода является высшим и абсолютным этическим принципом, который предоставляет возможность достижения полноты бытия человеком и на основе которого должны строиться как отношения людей между собой, так и отношения между человеком и государством. Границей свободы является ненарушение чужой свободы. Гарантией же свободы служит закон, который должен пресекать любые посягательства на неё. Свобода обязательно предполагает и равенство, понимаемое, во-первых, как обладание равной свободой, а во-вторых, как равенство перед законом.
Ранее в Китае отсутствовали представления об индивидуальной свободе. 

Среди принципов и норм Китая наиболее схожими с [понятием] западной свободы являются [принцип] обращения с другими людьми, как с самим собой (шу), и [норма] соизмерения и регуляции человеческих взаимоотношений (се-цзю). Итак, назвать их схожими — можно; назвать же их тождественными — никак нельзя. Почему так получается? Китайский принцип отношения к другим, как к себе, и [норма] соизмерения и регуляции человеческих взаимоотношений говорят исключительно об отношении к окружающим, а свобода людей Запада, наряду с отношением к окружающим, делает главный упор на то, как сохранить себя.
Различия в мировоззрении определили и различия в общественном укладе и государственном устройстве Китая и стран Запада. 

Коль скоро [понятие] свободы различно [у китайцев и у европейцев], то соответственно и общественная жизнь у них строится по-разному. В этой связи отмечу отдельные моменты [этих различий]: в Китае больше всего придаётся значение трём устоям (сань-ган), а люди Запада выше всего ставят равенство; в Китае ближе всего — родственники, а люди Запада возвышают достойных; в Китае общественное устройство зиждется на сыновней почтительности, а люди Запада строят общество на основе равного отношения ко всем; в Китае почитается правитель, а люди Запада возвеличивают народ; в Китае ценится единообразие образа действий и стиля, людям Запада нравится многообразие позиций; в Китае множество запретов, а у людей Запада преобладает критический настрой.
 Тань Сытун также подчёркивал, что основа общественных отношений в Китае находится в прямом противоречии с принципом равенства, а правила ритуальной благопристойности (ли) во многом сковывают индивидуальную свободу. В действительности статья Янь Фу «О стремительности перемен в мире» была опубликована раньше, чем Тань Сытун закончил своё «Учение о гуманности», поэтому вполне возможно, что здесь присутствовало прямое влияние. Так или иначе, трактовка понятий «свобода» и «равенства» у обоих мыслителей является во многом схожей, только у Янь Фу она была лишена того религиозного оттенка, который был присущ взглядам Тань Сытуна, и давалась почти прежде всего применительно к политической сфере. Гораздо более определённо можно говорить о том влиянии, которое оказал Янь Фу на становление теории либерализма Лян Цичао. В целом же работы Янь Фу сыграли колоссальную роль в процессе восприятия китайским обществом понятий «свобода» и «равенство». Именно работы Янь Фу, в частности «О свободе» Милля, послужили причиной использования «цзыю» (кит. 自由) в качестве перевода слова «свобода», хотя китайским эквивалентом слова «свобода» мог стать и термин «цзычжу», и термин «цзычжи».

## Память. Историография

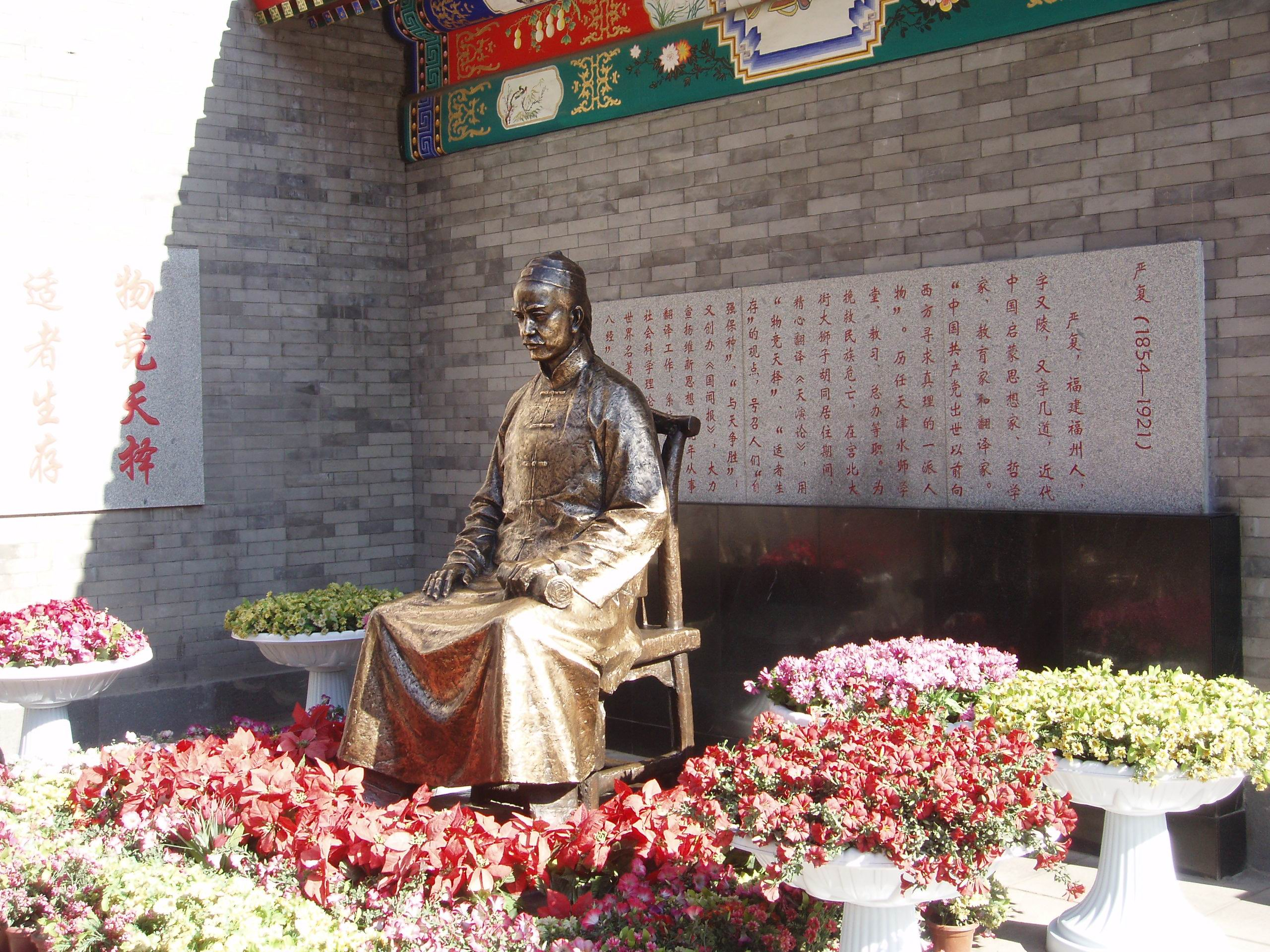
Памятник Янь Фу в Тяньцзине

Переводы Янь Фу оказали существенное воздействие на его современников и последующие поколения китайской интеллигенции, его прямое воздействие на своё становление прямо указывали Ху Ши (чьё имя — «Приспособленный» кит. 適 — следствие моды на имена, включающие иероглифы ключевых терминов «Теории природного развития»), Лу Синь, Мао Цзэдун. Мао Цзэдун в известной работе «О демократической диктатуре народа» признал Янь Фу первым мыслителем, обратившимся к поискам истины на Западе, что стало фразеологизмом китайского языка и обозначением лейтмотива духовной жизни Китая начала XX века.
Первая биография — «Погодичное жизнеописание господина Яня из уезда Хоугуань» — была составлена сыном Янь Фу — Янь Цю (Янь Боянем), несколько биографий в традиционном жанре были написаны вскоре после кончины мыслителя. В 1930—1940-е годы в Китае вышло несколько общих работ (Го Чжаньбо, Сяо Гунцюаня), в которых рассматривалась философская система Янь Фу, кроме того, в 1940 году Чжоу Чжэньфу опубликовал первую монографию, специально посвящённую Янь Фу, самую фундаментальную на китайском языке. В западной историографии единственным крупным трудом долгие годы являлась монография Б. Шварца «В поисках богатства и могущества. Янь Фу и Запад», впервые опубликованная в 1964 году в Гарвардском университете; в 1977 году она была переведена на китайский язык. В 1983 году диссертацию, посвящённую наследию Янь Фу, защитил А. А. Крушинский, опубликовавший в 1989 году специальное исследование «Творчество Янь Фу и проблема перевода». Новые работы стали выходить в 2000-е годы, так, Гонконгским университетом была опубликована книга Хуана Кэу The meaning of freedom: Yan Fu and the origins of Chinese liberalism (2008).
Могила Янь Фу была разорена в 1970 году во время «Культурной революции» и восстановлена в начале 1980-х годов. Постановлением китайского правительства от 1 апреля 1981 года он был включён в число выдающихся деятелей в истории китайской нации. Указом провинциального правительства Фуцзяни от 11 октября 1985 года могила Янь Фу является охраняемым объектом провинциального значения. В 2010 году в бывшем доме Янь Фу в Фучжоу открылся музей.

## Комментарии
1. ↑  Официальное имя (цзы, кит. 字) — Цзидао (кит. трад. 幾道, пиньинь Jīdào). У него было много других имён и псевдонимов, имя Фу — «Вернувшийся» — он взял себе, когда поступил на чиновничью службу. В преклонные годы часто пользовался именем «Старец, врачующий невежество» (кит. трад. 醫壄老人, пиньинь Yīyělǎorén).
2. ↑  Бывший уезд Хоугуань (кит. 侯官) ныне частично входит в уезд Миньхоу провинции Фуцзянь. Важность его упоминания состоит в том, что его название было частью самоидентификации мыслителя, который именовал себя «Господин Янь из Хоугуаня» (Крушинский А. А. Творчество Янь Фу и проблема перевода. — М., 1989. — С. 19).
3. ↑  Тем не менее, Б. Шварц утверждал, что Янь Фу оказал на становление Лян Цичао как философа и политического активиста гораздо большее влияние, чем его официальный учитель Кан Ювэй.